# Plomos íberos de Pech Maho
Los plomos íberos de Pech Maho son una serie de cuatro láminas de plomo con inscripciones en  escritura ibérica nororiental encontradas en el sitio arqueológico de Pech Maho en 1979. Los plomos se encuentran actualmente en el Musée des Corbières de Sigean, Francia.

## Localización
El yacimiento arqueológico del oppidum prerromano de Pech Maho, próximo a Narbona, se encuentra en el límite entre el área cultural de los ligures y los íberos. Entre otras inscripciones, han sido encontrados en el mismo sitio textos en griego antiguo y en etrusco.

## Transcripción
Plomo I
eisbur/ebal [?]
bakasketai/sures
tinir:baiteskike:
norobor:atinbur
ikei:kuleskere:
bastike:leisir:bilos
tibas:tikirsbin:
botuoris:basbin:bokals
or:atine:belesbas:
arsbin:kanbuloike
bakasketai:kiskerbon:
esuresunir:
selkibor/a/salkitei
ke:kanbuloi/lereuti
nir:bekortoisabe
lir:tateiarika[ne]
abelkirtika:n/tateia
rikane:baiteskike:kul
eskere:iltirsar
atinkere:abon:a[ti]
nbin:lituris:uasti
so:toilakoni:basti
r:alasbur:wino:abo
eike